# Championnat de France masculin de handball 1994-1995
Navigation
Division 1 1993-1994 Division 1 1995-1996
Le championnat de France de Division 1 masculin 1994-1995 est la 43e saison du plus haut niveau du handball en France. La formule à deux poules de la saison précédente est abandonnée et on retrouve une poule unique avec 14 clubs.
Le titre de champion de France est remporté par le Montpellier Handball pour la première fois de son histoire. Il devance l'OM Vitrolles, champion en titre et vainqueur de la Coupe de France, puis le US Ivry.

## Présentation

### Modalités
La formule adoptée la saison précédente (poule haute et poule basse) n'est pas reproduite et on retrouve pour cette saison un format classique avec une poule unique et des matchs en aller-retour.

### Équipes participantes
Les principaux transferts du championnat à l'intersaison sont :
| Nat. | Joueur                       | Champ. | Club 1993-1994          | Champ. | Club 1994-1995          |
| ---- | ---------------------------- | ------ | ----------------------- | ------ | ----------------------- |
|      | Éric Amalou                  |        | Vénissieux handball     |        | OM Vitrolles            |
|      | Thierry Anti (Entraineur)    |        | UMS Pontault-Combault   |        | US Créteil              |
|      | Ciprian Beșta                |        | Steaua Bucarest         |        | RC Strasbourg           |
|      | Patrice Canayer (Entraineur) |        | PSG Asnières            |        | Montpellier Handball    |
|      | Patrick Cazal                |        | PSG Asnières            |        | Montpellier Handball    |
|      | Jean-Jacques Cochard         |        | OM Vitrolles            |        | US Créteil              |
|      | Nicolas Cochery              |        | Villeurbanne HC         |        | UMS Pontault-Combault   |
|      | Emmanuel Courteaux           |        | CSM Livry-Gargan        |        | USM Gagny               |
|      | Yohann Delattre              |        | USAM Nîmes 30           |        | OM Vitrolles            |
|      | Francis Franck               |        | Handball Saint-Brice 95 |        | USM Gagny               |
|      | Christian Gaudin             |        | USAM Nîmes 30           |        | US Créteil              |
|      | Guillaume Gille              |        | HBC Loriol              |        | SO Chambéry             |
|      | Olivier Girault              |        | CSM Livry-Gargan        |        | Massy Essonne Handball  |
|      | François-Xavier Houlet       |        | US Créteil              |        | Montpellier Handball    |
|      | Stéphane Huet                |        | UMS Pontault-Combault   | arrêt  | arrêt                   |
|      | Guéric Kervadec              |        | USAM Nîmes 30           |        | US Créteil              |
|      | Denis Lathoud                |        | USAM Nîmes 30           |        | PSG Asnières            |
|      | Andreï Lavrov                |        | CSM Livry-Gargan        |        | US Ivry                 |
|      | Patrick Lepetit              |        | USM Gagny               |        | US Créteil              |
|      | Bruno Martini                |        | OM Vitrolles            |        | Istres Sports (D2)      |
|      | Ion Mocanu                   |        | Villeurbanne HC         |        | Montpellier Handball    |
|      | Thierry Omeyer               |        | Cernay                  |        | SC Sélestat             |
|      | Frédéric Perez               |        | USM Gagny               |        | Sporting Toulouse (D2)  |
|      | Stéphane Plantin             |        | USM Gagny               |        | Sporting Toulouse (D2)  |
|      | Zlatko Saračević             |        | USAM Nîmes 30           |        | US Créteil              |
|      | Philippe Schaaf              |        | CSM Livry-Gargan        |        | US Ivry                 |
|      | Jean-Michel Serinet          |        | Girondins de Bordeaux   | arrêt  | arrêt                   |
|      | Stéphane Stoecklin           |        | USAM Nîmes 30           |        | PSG Asnières            |
|      | Yérime Sylla                 |        | Villeurbanne HC         |        | US Dunkerque            |
|      | Jean-Luc Thiébaut            |        | US Ivry                 |        | SMEC Metz               |
|      | Ermin Velić                  |        | US Créteil              |        | Handball Saint-Brice 95 |

## Classement final
Le classement final du championnat est :
| \| \| Équipe \| Pts \| J \| G \| N \| P \| Bp \| Bc \| Diff \| \| -- \| ------------------------- \| --- \| -- \| -- \| - \| -- \| --- \| --- \| ---- \| \| 1 \| Montpellier Handball \| 48 \| 26 \| 23 \| 2 \| 1 \| 639 \| 480 \| 159 \| \| 2 \| OM Vitrolles T C \| 47 \| 26 \| 23 \| 1 \| 2 \| 667 \| 538 \| 129 \| \| 3 \| US Ivry \| 39 \| 26 \| 19 \| 1 \| 6 \| 673 \| 583 \| 90 \| \| 4 \| PSG Asnières \| 33 \| 26 \| 15 \| 3 \| 8 \| 575 \| 547 \| 28 \| \| 5 \| US Créteil \| 30 \| 26 \| 13 \| 4 \| 9 \| 568 \| 518 \| 50 \| \| 6 \| UMS Pontault-Combault P \| 27 \| 26 \| 12 \| 3 \| 11 \| 615 \| 623 \| -8 \| \| 7 \| RC Strasbourg \| 27 \| 26 \| 12 \| 3 \| 11 \| 601 \| 616 \| -15 \| \| 8 \| Girondins de Bordeaux HBC \| 25 \| 26 \| 11 \| 3 \| 12 \| 597 \| 588 \| 9 \| \| 9 \| USM Gagny \| 24 \| 26 \| 11 \| 2 \| 13 \| 627 \| 579 \| 48 \| \| 10 \| SC Sélestat \| 24 \| 26 \| 9 \| 6 \| 11 \| 545 \| 566 \| -21 \| \| 11 \| SO Chambéry P \| 16 \| 26 \| 7 \| 2 \| 17 \| 536 \| 617 \| -81 \| \| 12 \| US Dunkerque \| 12 \| 26 \| 6 \| 0 \| 20 \| 498 \| 567 \| -69 \| \| 13 \| CSM Livry-Gargan \| 7 \| 26 \| 3 \| 1 \| 22 \| 535 \| 683 \| -148 \| \| 14 \| Handball Saint-Brice 95 \| 5 \| 26 \| 1 \| 3 \| 22 \| 534 \| 705 \| -171 \| | Légende - Champion de France 1994-1995 et qualifié pour la Ligue des champions - Qualifié pour la Coupe des coupes - Qualifié pour la Coupe de l'EHF - Qualifié pour la Coupe des Villes - Repêché à la suite de la dissolution du RC Strasbourg - Relégation en Division 2 - Dissolution du club - T : Tenant du titre - C : Vainqueur de la Coupe de France - P : Promu de Nationale 1 Fédérale en début de saison |     |    |    |   |    |     |     |      |
| | Équipe | Pts | J  | G  | N | P  | Bp  | Bc  | Diff |
| 1 | Montpellier Handball | 48  | 26 | 23 | 2 | 1  | 639 | 480 | 159  |
| 2 | OM Vitrolles T C | 47  | 26 | 23 | 1 | 2  | 667 | 538 | 129  |
| 3 | US Ivry | 39  | 26 | 19 | 1 | 6  | 673 | 583 | 90   |
| 4 | PSG Asnières | 33  | 26 | 15 | 3 | 8  | 575 | 547 | 28   |
| 5 | US Créteil | 30  | 26 | 13 | 4 | 9  | 568 | 518 | 50   |
| 6 | UMS Pontault-Combault P | 27  | 26 | 12 | 3 | 11 | 615 | 623 | -8   |
| 7 | RC Strasbourg | 27  | 26 | 12 | 3 | 11 | 601 | 616 | -15  |
| 8 | Girondins de Bordeaux HBC | 25  | 26 | 11 | 3 | 12 | 597 | 588 | 9    |
| 9 | USM Gagny | 24  | 26 | 11 | 2 | 13 | 627 | 579 | 48   |
| 10 | SC Sélestat | 24  | 26 | 9  | 6 | 11 | 545 | 566 | -21  |
| 11 | SO Chambéry P | 16  | 26 | 7  | 2 | 17 | 536 | 617 | -81  |
| 12 | US Dunkerque | 12  | 26 | 6  | 0 | 20 | 498 | 567 | -69  |
| 13 | CSM Livry-Gargan | 7   | 26 | 3  | 1 | 22 | 535 | 683 | -148 |
| 14 | Handball Saint-Brice 95 | 5   | 26 | 1  | 3 | 22 | 534 | 705 | -171 |

## Matchs décisifs
| Journée | Club domicile  | Score   | Club extérieur | Commentaire                                       |
| ------- | -------------- | ------- | -------------- | ------------------------------------------------- |
| 10e     | US Ivry        | 22 – 16 | OM Vitrolles   | Premier défaite du champion en titre              |
| 13e     | OM Vitrolles   | 18 – 24 | Montpellier HB | Victoire à l'extérieur de Montpellier à Vitrolles |
| 19e     | US Ivry        | 22 – 31 | Montpellier HB | Victoire à l'extérieur de Montpellier à Ivry      |
| 22e     | Montpellier HB | 20 – 20 | SC Sélestat    | Montpellier concède son premier point             |
| 25e     | RC Strasbourg  | 24 – 23 | Montpellier HB | Première défaite du MHB, l'OM revient à un point  |
| 26e     | Montpellier HB | 19 – 19 | OM Vitrolles   | Voir ci-dessous                                   |

### La "finale" Montpellier-OM Vitrolles
Alors que Montpellier a dominé la majeure partie du championnat, un match nul à domicile face à  Sélestat lors de la 22e journée puis la défaite à Strasbourg lors de la 25e journée font que l'OM-Vitrolles n'est plus qu'à un point derrière les héraultais : le match de la dernière journée ce 25 mars 1995 entre les deux équipes peut alors être considéré comme une finale du championnat, un match nul étant suffisant aux Montpelliérains. Si, selon un sondage réalisé après des principaux acteurs du championnat, l'OM était donné vainqueur à 60 %, le club marseillais a vécu une saison difficile à cause des soucis du club de foot frère et de blessures.
Dans un palais des sports plein (4 500 spectateurs), si Montpellier prend 2 buts d'avance à la 9e minute (5-3) et conserve son avance jusqu'à la mi-temps (11-9), l'OM refait son retard en début de deuxième mi-temps et mène même au score à l'entrée du money-time (15-16, 49e). Les Montpelliérains infligent ensuite un 4-0 par François-Xavier Houlet (2 jets de 7 mètres) et par Laurent Puigségur mais Philippe Julia, Frédéric Volle et Jackson Richardson permettent à l'OM de revenir au score 19 partout. 
A dix-neuf secondes du terme, alors que Montpellier évolue en triple infériorité numérique (4 joueurs contre 7) et que l'OM a la possession de balle, le titre semble sourire aux Marseillais. Mais, cédant à la pression, Éric Amalou envoie un changement d'aile risqué directement dans les tribunes et Montpellier devient in-extremis champion de France pour la première fois.
La feuille du match était :
| 25 mars 1995 17h30 | Montpellier Handball | 19 – 19  | OM Vitrolles | Palais des sports, Montpellier Affluence : 5 000 Arbitrage : François Garcia, Jean-Pierre Moréno |
| 25 mars 1995 17h30 | Igor Tchoumak (GB, 1re-60 min) Grégory Anquetil 7 buts (dont 4 pen.) François-Xavier Houlet 6 buts (dont 2 pen.) Ion Mocanu 3 buts Marc Wiltberger 2 buts Laurent Puigségur 1 but Pascal Mahé Frédéric Anquetil | (11 - 9) | Yohann Delattre (GB, 1re-30 et 54-60 min) Zoran Đorđić (31-54 min) Frédéric Volle 5 buts (dont 1 pen.) Philippe Julia 4 buts Jackson Richardson 4 buts Philippe Gardent 2 buts Éric Amalou 2 buts Slobodan Kuzmanovski 1 but Pascal Jacques 1 but (dont 1 pen.) Laurent Munier | Palais des sports, Montpellier Affluence : 5 000 Arbitrage : François Garcia, Jean-Pierre Moréno |
| 25 mars 1995 17h30 | Rapport |          | | Palais des sports, Montpellier Affluence : 5 000 Arbitrage : François Garcia, Jean-Pierre Moréno |

## Effectif du champion
Au cours des vingt-six journées du championnat, Patrice Canayer a utilisé dix-neuf joueurs, :
| - Joueurs de l'équipe professionnelle - Frédéric Anquetil (né en 1967, 74 buts) - Grégory Anquetil (1970, 112 buts) - Patrick Cazal (1971, 97 buts) - Christian Csak (1965, 5 buts) - Andrej Golić (1974, 28 buts) - François-Xavier Houlet (1969, 118 buts) - Daouda Karaboué (1975, GB) | 0 - Pascal Mahé (1963, 21 buts) - Alain Mairet (1973, 2 buts) - Ion Mocanu (1962, 69 buts) - Laurent Puigségur (1972, 25 buts) - Igor Tchoumak (1964, GB) - Patrick Teyssier (1965, 15 buts) - Marc Wiltberger (1969, 73 buts) | - Joueurs de l'équipe réserve - Yann Balmossière (1973, 1 but) - Jean-Paul Bisgambiglia (1976) - Mickaël Durban (1976) - Jérôme Lacombe (1973) - Stéphane Zabar (1975). |

Le staff était composé de : Jean-Paul Lacombe (Président), Patrice Canayer (Entraîneur), Alain Carmand (Kiné).

## Meilleurs buteurs
À l'issue du championnat, les meilleurs buteurs sont :
|    | Joueur                 | Club                      | Buts |
| -- | ---------------------- | ------------------------- | ---- |
| 1  | Olivier Maurelli       | Girondins de Bordeaux HBC | 181  |
| 2  | Attila Borsos          | St-Brice & SO Chambéry    | 177  |
| 3  | Stéphane Stoecklin     | PSG Asnières              | 175  |
| 4  | Zlatko Saračević       | US Créteil                | 168  |
| 5  | Cristian Zaharia       | UMS Pontault-Combault     | 148  |
| 6  | Joël Abati             | USM Gagny 93              | 125  |
| 7  | José Barreira          | SC Sélestat               | 123  |
| 8  | Cheikh Seck            | RC Strasbourg             | 121  |
| 8  | Laurent Gruselle       | US Dunkerque              | 121  |
| 10 | François-Xavier Houlet | Montpellier Handball      | 118  |
| 11 | Grégory Anquetil       | Montpellier Handball      | 112  |
| 12 | Ciprian Beșta          | RC Strasbourg             | 110  |
| 13 | Olivier Girault        | CSM Livry-Gargan          | 109  |
| 13 | Éric Fruchart          | US Dunkerque              | 109  |
| 13 | Philippe Schaaf        | US Ivry                   | 109  |
| 16 | Jean-Louis Auxenfans   | UMS Pontault-Combault     | 103  |
| 17 | Jackson Richardson     | OM Vitrolles              | 102  |
| 18 | Franck Maurice         | USM Gagny 93              | 101  |
| 19 | Édouard N'Doumbé       | CSM Livry-Gargan          | 100  |
| 19 | Frédéric Volle         | OM Vitrolles              | 100  |